# 有色金属

金銀銅合金的顏色

有色金属（或称非鐵金屬）是工業上對金屬的一種分類，指除铁、铬、锰等黑色金属外，其他存在於自然界中的金属。半金屬有時也會列在有色金属中，而锕系元素等放射性金屬有時不被算作有色金属。
常用的有色金属包括铜、铝、铅、锌、镍、锡、锑、汞、镁及钛等，这十种金属在中國固定地称为“十种有色金属”或“十种常用有色金属”。

## 有色金属分類
有色金属可以依密度、物理或化學性質、價格及蘊藏量等，分為有色輕金屬、有色重金屬、貴金屬及稀有金属四類：
- 有色輕金屬：密度小於4.5 g/cm3，且蘊藏量較多的金屬，包括铝、镁、钠、钾、钙、锶、钡。這類金屬大多非常活潑，其氧化物及氯化物相當穩定，很難還原。

- 有色重金屬：密度大於4.5 g/cm3，且蘊藏量較多的金屬，包括铜、镍、铅、锌、锡、锑、钴、汞、镉及铋。

- 貴金屬：包括金、銀和铂、铱、钯、钌、铑、锇等鉑族元素。這類金屬化學性質非常穩定，对氧和其他试剂不容易反應，在地殼中含量稀少，价格也较一般金属昂贵。

- 稀有金属：指在自然界中含量很少、分佈稀散或難以提取精煉的金屬。其中可再分為稀有輕金属、稀有高熔点金属、稀有分散金属、稀土金属及稀有放射性金属等五類。
  - 稀有輕金属：包括鈦、鈹、鋰、銣及銫。這類金屬的活性較強，其氧化物及氯化物相當穩定，很難還原。
  - 稀有高熔点金属：包括鎢、鉬、鉭、鈮、鋯、鉿、釩及錸。這類金屬的熔點都在1700℃以上，硬度大。其碳化物、氮化物、硅化物或硼化物往往也有硬度大，熔點高的特性。
  - 稀有分散金属：包括鎵、銦、鉈及鍺。這類金屬在地殼中的分佈相當分散，罕有具開採價值的獨立礦床，通常作為生產其他金屬過程中的副產品得到。
  - 稀土金属：包括鑭系元素及釔和鈧等17種元素。這類金屬在自然界中的含量並不低，但它們在地殼中的分佈相當分散，且在礦石中總是相互伴生存在，再加上它們之間的化學性質非常相似，難以單獨分離、提取。稀土金屬的化學性質活潑，容易與氧、硫、氯、氮等元素反應。
  - 稀有放射性金属：即天然放射性元素，包括釙、鐳、錒、釷、鏷及鈾，這類金屬在地殼中常常伴生於稀土礦物中，主要用於原子能工業。

不過上述的分類並非絕對。有時會以密度5 g/cm3作為有色輕金屬及有色重金屬的分界。

## 有色金属合金
有色金属合金是以一种有色金属为基体，加入一种或几种其他元素而构成的合金。与钢铁等黑色金属材料相比，有色金属合金具有许多优良的特性，强度和硬度一般比纯金属高，具有良好的综合机械性能和耐腐蚀性能，常用来制造化工容器及有关的设备零部件。

## 應用
有色金属产品的特点是，品种多，应用领域广，关联度大，在经济社会发展中发挥着重要作用。特别是一部分有色金属物理化学特性突出，成为保证战略武器、高新技术、重大工程等国力增强的支撑材料，具有十分重要战略价值，使产业具有较高敏感性。目前部分稀有金属是世界大国高度重视的战略储备资源。

## 資料來源
1. ↑  阿里巴巴，有色金属的分类，http://info.china.alibaba.com/news/detail/v6-d5387132.html （页面存档备份，存于）
2. ↑  中华人民共和国工业和信息化部, 有色金属行业信息化情况 （页面存档备份，存于）
3. ↑  深圳废品回收网，有色金属的分类，http://www.gunong.cn/huishou17/fphs500.htm 的存檔，存档日期2007-09-28.
4. ↑  . hq.smm.cn.   [2018-12-01]. （原始内容存档于2021-03-24）.
5. ↑  上海期货或交易所.  (PDF). 上海期货或交易所. 2009年11月2-3日  [2018年12月1日]. （原始内容存档 (PDF)于2021年3月24日）.